# Rugby a 7 ai XIX Giochi dei piccoli stati d'Europa
Le competizioni di rugby a 7 ai XIX Giochi dei piccoli stati d'Europa si sono svolte dal 31 maggio al 2 giugno 2023.

## Podi
| Evento           | Oro         | Argento | Bronzo     |
| Torneo maschile  | Lussemburgo | Malta   | Andorra    |
| Torneo femminile | Andorra     | Malta   | Montenegro |

## Medagliere
| Pos.   | Paese       | Oro | Argento | Bronzo | Totale |
| ------ | ----------- | --- | ------- | ------ | ------ |
| 1      | Andorra     | 1   | 0       | 1      | 2      |
| 2      | Lussemburgo | 1   | 0       | 0      | 1      |
| 3      | Malta       | 0   | 2       | 0      | 2      |
| 4      | Montenegro  | 0   | 0       | 1      | 1      |
| Totale | Totale      | 2   | 2       | 2      | 6      |